# Kampala International 2024
Die Kampala International 2024 fanden vom 26. bis zum 29. September 2024 in Kampala statt. Es war die zweite Austragung dieser internationalen Meisterschaft von Uganda im Badminton.

## Sieger und Platzierte
| Disziplin    | Gold                                                 | Silber                               | Bronze                                      |
| ------------ | ---------------------------------------------------- | ------------------------------------ | ------------------------------------------- |
| Herreneinzel | Manraj Singh                                         | Callum Smith                         | Alessandro Gozzini                          |
| Herreneinzel | Manraj Singh                                         | Callum Smith                         | Aditya Gupta                                |
| Dameneinzel  | Shreya Lele                                          | Sreeyuktha Sreejith Parol            | Farza Nazrin                                |
| Dameneinzel  | Shreya Lele                                          | Sreeyuktha Sreejith Parol            | Sophia Noble                                |
| Herrendoppel | Ashraf Daniel Md Zakaria M. Ariffin Nazri Md Zakaria | Viplav Kuvale Viraj Kuvale           | Vaibhav B. S. Kavin Thangam Kavin           |
| Herrendoppel | Ashraf Daniel Md Zakaria M. Ariffin Nazri Md Zakaria | Viplav Kuvale Viraj Kuvale           | Abinash Mohanty Ayush Pattanayak            |
| Damendoppel  | Gayatri Rawat Mansa Rawat                            | Fadilah Mohamed Rafi Tracy Naluwooza | Nidhi Desai Sreeyuktha Sreejith Parol       |
| Damendoppel  | Gayatri Rawat Mansa Rawat                            | Fadilah Mohamed Rafi Tracy Naluwooza | Catherine Ndagire Kimberley Joan Ssendiwala |
| Mixed        | Ashraf Daniel Md Zakaria Lim Xuan                    | Agil Gabilov Era Maftuha             | Alyaan Mawani Harshita Singh                |
| Mixed        | Ashraf Daniel Md Zakaria Lim Xuan                    | Agil Gabilov Era Maftuha             | Augustus Owinyi Harshni Hirani              |